# Krajná Bystrá
Krajná Bystrá é um município da Eslováquia, situado no distrito de Svidník, na região de Prešov. Tem 8,94 km² de área e sua população em 2018 foi estimada em 466 habitantes.

## Demografia
| Ano:        | 1994 | 2004    | 2014    | 2024    |
| ----------- | ---- | ------- | ------- | ------- |
| Broj ljudi: | 301  | 335     | 419     | 502     |
| Razlika:    |      | +11,29% | +25,07% | +19,80% |

| Ano:               | 2023 | 2024   |
| ------------------ | ---- | ------ |
| Número de pessoas: | 495  | 502    |
| Diferença:         |      | +1,41% |